# Mundaun
Mundaun is een voormalige gemeente in het Zwitserse kanton Graubünden, en maakt deel uit van het district Surselva. Mundaun telt 307 inwoners (31-12-2013). De gemeente kwam in 2009 tot stand door het samengaan van Surcuolm en Flond. Mundaun is genoemd naar de 2064 m hoge Piz Mundaun. In 2016 is de gemeente gefuseerd met de andere gemeente Obersaxen en hebben de nieuwe gemeente Obersaxen Mundaun gevormd. 